# بيت النجرى (القفر)

تعديل مصدري - تعديل

بيت النجرى هي إحدى قرى عزلة بني مسلم بمديرية القفر التابعة لمحافظة إب، بلغ تعداد سكانها 367 نسمة حسب تعداد اليمن لعام 2004.